# Yoshu Fukushu
Yoshu Fukushu (予襲復讐, Yoshū Fukushū) é o sétimo álbum de estúdio da banda de rock japonês Maximum the Hormone. Foi lançado em 31 de julho de 2013. Ele marca o maior intervalo entre os álbuns da banda, excluindo o 2011 Maxi Single Greatest the Hits 2011–2011, tendo sido seis anos desde o último álbum de estúdio da banda.

## Desempenho comercial
Ficou em primeiro lugar na Oricon Albums Chart, permanecendo na parada por 210 semanas no total.

## Lista de faixas
| N.º            | Título                                         | Duração |  |
| 1.             | "Yoshu Fukushu"                                | 5:13    |  |
| 2.             | "Utsukushiki OP (Tsuki no Bakugekiki)"         | 0:31    |  |
| 3.             | "Utsukushiki Hitobito no Uta"                  | 4:38    |  |
| 4.             | "Benjo Sandal Dance"                           | 4:04    |  |
| 5.             | "Chu 2 the Beam"                               | 4:01    |  |
| 6.             | ""F""                                          | 4:07    |  |
| 7.             | "Tsume Tsume Tsume"                            | 4:35    |  |
| 8.             | "Rock Oreimairi (3 Chord de Omae Full-bokko)"  | 2:19    |  |
| 9.             | "Unbelievable! (Suwomintsu Hokereiro Mifueho)" | 3:35    |  |
| 10.            | "A.L.I.E.N"                                    | 4:46    |  |
| 11.            | "My Girl"                                      | 4:02    |  |
| 12.            | "Mesubuta no Ketsu ni Binta (Kick mo)"         | 2:41    |  |
| 13.            | "Beauty Killosseum"                            | 5:22    |  |
| 14.            | "Maximum the Hormone"                          | 4:55    |  |
| 15.            | "Koi no Sperm"                                 | 5:37    |  |
| Duração total: | Duração total:                                 | 60:00   |  |